# Навички 21 століття
Навички ХХІ століття — це знання, життєві навички, кар'єрні навички, звички та риси, які є критично важливими для успіху людини в сучасному інформаційному світі.

## Визначення "Навички 21 століття"
Існують різні  інтерперетації визначення "навички 21 століття" (Див. таблиця)
Таблиця
| № | Визначення |
| - | --- |
| 1 | Це здібності та риси, яких можна навчити або набути, щоб покращити способи мислення, навчання, роботи та життя у світі. Ці навички включають творчість та інновації, критичне мислення/вирішення проблем/прийняття рішень, вміння вчитися/метапізнання, комунікацію, співпрацю (роботу в команді), інформаційну грамотність, ІКТ-грамотність, громадянськість (місцеву та глобальну), життєві та кар'єрні навички, а також особисту та соціальну відповідальність (включаючи культурну обізнаність та компетентність). |
| 2 | Означає широкий набір знань, умінь, робочих звичок і рис характеру, які, на думку освітян, шкільних реформаторів, викладачів коледжів, роботодавців та інших, є критично важливими для досягнення успіху в сучасному світі, особливо в коледжних програмах, а також у сучасній кар'єрі та на робочих місцях. Загалом, навички 21 століття можна застосовувати в усіх навчальних предметах, а також у всіх освітніх, кар'єрних і громадянських сферах протягом усього життя учня.                                       |
| 3 | Це широкий набір знань, навичок, робочих звичок і рис характеру, які вважаються критично важливими для успіху в сучасному світі, особливо в сучасній кар'єрі та на робочому місці. Включає навчання та інновації, критичне мислення та вирішення проблем, управління інформацією, підприємництво, навчання впродовж життя та кар'єрні навички, екологічну грамотність, охорону праці та здоров'я, комунікацію, роботу в команді та співробітництво.                                                                    |
| 4 | Це міждисциплінарні навички, які найчастіше вважаються необхідними для 21 століття. До них відносять: вирішення проблем, операції та концепції ІКТ, комунікація, співпраця та інформаційна грамотність. |

## Перелік навичок 21 століття
Світовий економічний форум публікує різні звіти під назвою "Future of Jobs Report". Під час щорічної зустрічі 2016 року в Давосі, присвяченій стратегії зайнятості, навичкам та робочій силі на майбутнє автори звіту опитали керівників відділів кадрів і стратегій провідних світових роботодавців про те, що означають нинішні зміни, зокрема, для зайнятості, навичок і рекрутингу в різних галузях і географічних регіонах.
Щоб процвітати в сучасній інноваційній економіці, працівникам потрібен інший набір навичок, ніж у минулому. На додаток до базових навичок, таких як грамотність і рахунок, їм потрібні такі компетенції, як співпраця, творчість і вирішення проблем, а також такі якості характеру, як наполегливість, допитливість та ініціативність.
Зміни на ринку праці посилили потребу в цих навичках для всіх людей, а не лише для деяких з них. В усьому світі економіка ґрунтується на творчості, інноваціях та співпраці. Кваліфіковані робочі місця все більше зосереджуються на вирішенні неструктурованих проблем та ефективному аналізі інформації. Крім того, технології все більше замінюють ручну працю і проникають у більшість аспектів життя і роботи. За останні 50 років в економіці США, як один з багатьох прикладів розвинених країн світу, спостерігається постійне скорочення робочих місць, що вимагають рутинної ручної праці та когнітивних навичок, і відповідне збільшення робочих місць, що вимагають нестандартних аналітичних і міжособистісних навичок (див. Рисунок 1). Ці тенденції зумовлені багатьма факторами, зокрема прискоренням автоматизації та оцифрування рутинної роботи.
Зміна попиту на навички виявила проблему з їх пропозицією: більше третини світових компаній повідомили про труднощі із заповненням відкритих вакансій у 2014 році через нестачу людей з ключовими навичками .  В іншому прикладі, у 24 країнах, включених до Програми міжнародного оцінювання компетенцій дорослих (PIAAC), в середньому 16% дорослих мали низький рівень грамотності і в середньому 19% - низький рівень математичних навичок. Лише в середньому 6% дорослих продемонстрували найвищий рівень майстерності у «вирішенні проблем у технологічно насиченому середовищі».

## Класифікація навичок
Щоб виявити навички, які відповідають потребам ринку 21 століття економічний форум у Давосі, було виокремлено наступні групи  навичок:
1. Фундаментальна грамотність. Ці навички слугують основою, на якій учні мають розвивати більш складні й не менш важливі компетентності та якості характеру. До цієї категорії належать не лише всесвітньо визнані навички грамотності та рахунку, а й наукова грамотність, ІКТ-грамотність, фінансова грамотність, а також культурна та громадянська грамотність. Набуття цих навичок є традиційною метою освіти в усьому світі. Історично склалося так, що вміння розуміти письмові тексти та кількісні співвідношення було достатнім для вступу на ринок праці. Зараз ці навички є лише відправною точкою на шляху до оволодіння навичками 21-го століття.
2. Компетенції описують, як студенти підходять до вирішення складних завдань. Наприклад, критичне мислення - це здатність визначати, аналізувати й оцінювати ситуації, ідеї та інформацію, щоб сформулювати відповіді на проблеми. Креативність - це здатність уявляти і розробляти нові інноваційні способи вирішення проблем, відповіді на питання або вираження сенсу через застосування, синтез або переосмислення знань. Комунікація та співпраця передбачають роботу в координації з іншими для передачі інформації або вирішення проблем. Такі компетенції є важливими для робочої сили 21-го століття, де здатність критично оцінювати і передавати знання, а також добре працювати в команді стала нормою.
3. Якості характеру описують, як студенти ставляться до мінливого середовища. В умовах швидкозмінних ринків такі якості характеру, як наполегливість та адаптивність, забезпечують більшу стійкість та успіх перед обличчям перешкод. Допитливість та ініціативність слугують відправною точкою для відкриття нових концепцій та ідей. Лідерство та соціальна і культурна обізнаність передбачають конструктивну взаємодію з іншими в соціально, етично та культурно прийнятний спосіб.

### Також існує інший підхід до класифікації навичок 21століття.
- Навички навчання
- Навички грамотності
- Життєві навички

1. Уміння вчитися (чотири «Н») навчають учнів розумовим процесам, необхідним для адаптації та вдосконалення в сучасному робочому середовищі.
2. Навички грамотності (IMT) зосереджені на тому, як студенти можуть розрізняти факти, видавництва та технології, що стоять за ними. Особлива увага приділяється визначенню достовірних джерел та фактичної інформації, щоб відокремити її від дезінформації, яка заполонила Інтернет.
3. Життєві навички (FLIPS) розглядають нематеріальні елементи повсякденного життя учня. Ці нематеріальні елементи стосуються як особистих, так і професійних якостей.

Разом ці категорії охоплюють всі дванадцять навичок 21 століття, які сприяють майбутній кар'єрі студента.
Категорія 1. Навички навчання (Чотири С). Чотири «С» - це, безумовно, найпопулярніші навички 21-го століття. Ці навички також називають навичками навчання. Все більше освітян знають про ці навички, тому що вони є універсальними для будь-якої кар'єри. Вони також різняться за ступенем важливості, залежно від кар'єрних прагнень людини.
Ось 4 навички 21 століття:
- Критичне мислення: Пошук рішень для проблем
- Креативність: Нестандартне мислення
- Співпраця: Робота з іншими
- Комунікація: Спілкування з іншими

Нижче ми розглянемо кожну з цих навичок та їхнє значення для кар'єри студентів.
Критичне мислення. Критичне мислення - одна з найважливіших якостей для сучасних професіоналів.У класі ефективне критичне мислення надихає студентів вирішувати проблеми та робити нові відкриття. Це те, що допомагає студентам з'ясовувати речі самостійно, коли вони не мають у своєму розпорядженні викладача.У бізнес-середовищі критичне мислення необхідне для вдосконалення. Це механізм, який усуває перешкоди і замінює їх на плідні починання.
Креативність. Творчість не менш важлива як засіб адаптації. Ця навичка дозволяє студентам бачити концепції в іншому світлі, що призводить до інновацій.У будь-якій сфері інновації є ключем до адаптивності та загального успіху компанії.Розвиток креативності як навички вимагає від людини розуміння того, що «те, як робилося завжди», не обов'язково надихає на прогрес або зростання. Це усвідомлення того, що зміни можуть бути необхідними для вирішення проблем за допомогою інноваційних рішень.
Співпраця. Співпраця означає залучення учнів до спільної роботи, досягнення компромісів та отримання найкращих результатів у вирішенні проблеми.Співпраця може бути найскладнішою концепцією з чотирьох «С». Але якщо її освоїти, вона може вивести компанії з-під загрози банкрутства.Ключовим елементом співпраці є готовність. Всі учасники повинні бути готові пожертвувати частиною власних ідей і прийняти інші, щоб отримати результат для компанії.Це означає розуміння ідеї «більшого блага», яким у даному випадку, як правило, є успіх усієї компанії.Нарешті, комунікація - це клей, який об'єднує всі ці освітні якості разом.
Комунікація. Комунікація є вимогою для будь-якої компанії, щоб зберегти прибутковість. Для студентів дуже важливо навчитися ефективно доносити ідеї до різних типів особистостей.Це може усунути плутанину на робочому місці, що робить ваших студентів цінними членами своїх команд, відділів і компаній.Ефективна комунікація також є однією з найбільш недооцінених м'яких навичок у Сполучених Штатах. Для багатьох це сприймається як «даність», а деякі компанії можуть навіть вважати хорошу комунікацію чимось само собою зрозумілим.Але коли співробітники погано спілкуються, цілі проекти розвалюються. Ніхто не може чітко бачити цілі, яких хоче досягти. Ніхто не може взяти на себе відповідальність, тому що ніхто на неї не претендує.Без розуміння правильної комунікації студентам у 21 столітті бракуватиме ключової навички для кар'єрного зростання.
Категорія 2. Навички грамотності. Це група грамотностей,що стосується окремого елементу цифрової грамотності та розуміння.
Ось три навички грамотності 21 століття:
- Інформаційна грамотність: Розуміння фактів, цифр, статистики та даних
- Медіаграмотність: Розуміння методів і засобів, у яких публікується інформація
- Технологічна грамотність: Розуміння машин, які роблять інформаційну епоху можливою

Інформаційна грамотність. Інформаційна грамотність є фундаментальною навичкою. Вона допомагає учням розуміти факти, особливо дані, з якими вони стикаються в Інтернеті.Що ще важливіше, вона вчить їх відокремлювати факти від вигадок.В епоху хронічної дезінформації пошук правди в Інтернеті став самостійною роботою. Дуже важливо, щоб студенти могли самостійно розпізнавати чесність. Інакше вони можуть стати жертвами міфів, хибних уявлень і відвертої брехні. 
Медіаграмотність. Медіаграмотність - це практика визначення методів публікації, засобів масової інформації та джерел, розрізняючи ті з них, які заслуговують на довіру, і ті, які не заслуговують. Як і попередня навичка, медіаграмотність допомагає знаходити правду у світі, перенасиченому інформацією.Саме так учні знаходять надійні джерела інформації у своєму житті. Без неї все, що виглядає правдоподібно, стає правдоподібним.Але ставши медіаграмотними, учні можуть визначити, які ЗМІ чи формати ігнорувати. Вони також дізнаються, які з них варто прийняти, що не менш важливо.
Технологічна грамотність. Нарешті, технологічна грамотність робить ще один крок далі, щоб навчити учнів про машини, задіяні в інформаційну епоху.Оскільки комп'ютери, хмарне програмування та мобільні пристрої стають все більш важливими для світу, світ потребує більше людей, які розуміють ці поняття.Технологічна грамотність дає учням базову інформацію, необхідну для розуміння того, які гаджети виконують які завдання і чому. Таке розуміння усуває відчуття залякування, яке зазвичай викликають технології.Зрештою, якщо ви не розумієте, як працює технологія, вона може здатися вам магічною. Але технологічна грамотність викриває потужні інструменти, які керують сучасним світом.Як наслідок, учні можуть ефективніше адаптуватися до світу. Вони можуть відігравати важливу роль у його еволюції та визначати його майбутнє.Але для того, щоб по-справжньому сформувати навички 21-го століття, студентам необхідно вивчати третю категорію, яка впливає на них як в особистому, так і в професійному плані.
Категорія 3. Життєві навички - це навички, які стосуються особистого життя людини, але вони також поширюються і на професійну сферу.
Ось п'ять життєвих навичок 21 століття:
- Гнучкість: Відхилятися від планів у разі потреби
- Лідерство: Мотивувати команду на досягнення мети
- Ініціативність: Самостійний запуск проектів, стратегій та планів
- Продуктивність: Підтримувати ефективність в епоху відволікаючих чинників
- Соціальні навички: Зустрічатися та налагоджувати зв'язки з іншими для взаємної вигоди

Разом ці п'ять життєвих навичок допомагають людині вести успішне і незалежне життя як в особистому, так і в професійному плані.
Гнучкість. Гнучкість - це вираження здатності людини адаптуватися до мінливих обставин.Гнучкість вимагає від них смирення і визнання того, що їм завжди потрібно багато чому вчитися - навіть коли вони вже мають досвід.Тим не менш, гнучкість має вирішальне значення для довгострокового успіху студента в кар'єрі. Знати, коли змінюватись, як змінюватись і як реагувати на зміни - це навичка, яка приноситиме дивіденди протягом усього життя.Вона також відіграє важливу роль у наступній навичці в цій категорії.
Лідерство. Лідерство - це чиясь схильність ставити цілі, проводити команду через необхідні кроки та досягати цих цілей спільними зусиллями.Незалежно від того, чи це досвідчений підприємець, чи новачок, який тільки починає свою кар'єру, лідерство має відношення до його кар'єри.Працівники початкового рівня потребують лідерських навичок з кількох причин. Найголовніша з них полягає в тому, що вони допомагають їм розуміти рішення, які приймають менеджери та бізнес-лідери.Потім ці працівники початкового рівня можуть застосувати свої лідерські навички, коли їх підвищать до керівників середньої ланки (або еквівалентної посади). Саме тут учні 21-го століття можуть застосувати попередні навички, які вони здобули раніше.  Це також місце, де вони отримують реальний досвід, необхідний для керівництва цілими компаніями.Очолюючи окремі відділи, вони можуть вивчити всі тонкощі своєї конкретної кар'єри. Це дає амбітним студентам досвід, необхідний для професійного зростання та керівництва цілими корпораціями.
Ініціативність. Справжній успіх також вимагає ініціативності, що вимагає від студентів бути самодостатніми.Ініціативність притаманна лише небагатьом людям. Тому студенти повинні навчитися їй, щоб досягти повного успіху.Це одна з найскладніших навичок для вивчення та практики. Ініціативність часто означає роботу над проектами в неробочий час.Винагорода для студентів з надзвичайною ініціативністю варіюється від людини до людини. Іноді це хороші оцінки. Інколи це нові бізнес-проекти. Іноді це додаткові 30 хвилин на роботі, щоб закінчити щось перед вихідними.Незалежно від цього, ініціативність - це риса, яка заслуговує на винагороду. Це особливо показово для характеру людини з точки зору трудової етики та професійного прогресу.
Продуктивність. Поряд з ініціативністю, навички 21 століття вимагають від студентів продуктивності. Це здатність студента виконувати роботу за відповідний проміжок часу.У діловій мові це називається «ефективність». Загальна мета будь-якого професіонала - від працівника початкового рівня до генерального директора - зробити більше за менший час.Розуміючи стратегії продуктивності на всіх рівнях, студенти відкривають для себе способи, за допомогою яких вони працюють найкраще, а також отримують уявлення про те, як працюють інші.Це озброює їх практичними засобами для реалізації ідей, які вони визначають через гнучкість, лідерство та ініціативу.Проте є ще одна остання навичка, яка об'єднує всі інші навички 21 століття.
Соціальні навички. Соціальні навички мають вирішальне значення для постійного успіху професіонала. Бізнес часто ведеться завдяки зв'язкам, які одна людина встановлює з іншими людьми навколо себе.Концепція нетворкінгу в одних галузях більш активна, ніж в інших, але належні соціальні навички є чудовим інструментом для побудови довготривалих відносин. Хоча попередні покоління, можливо, і не усвідомлювали цього, розвиток соціальних мереж та миттєвих комунікацій змінив природу людської взаємодії.
Але більшість студентів потребують принаймні прискореного курсу соціальних навичок. Етикет, манери, ввічливість і світські бесіди все ще відіграють важливу роль у сучасному світі. Це означає, що деяким студентам потрібно вивчати їх в освітньому середовищі, а не в соціальному. Для них це ще одна навичка, яка стане в нагоді в житті.

## Майбутнє освіти та навичок
Проєкт ОЕСР (Організація економічного співробітництва та розвитку) «Майбутнє освіти та навичок 2030» визначає, що навички – це здатність та потенціал виконувати процеси і вміти використовувати свої знання відповідально для досягнення мети. Навички є частиною цілісної концепції компетентності, що включає мобілізацію знань, навичок, ставлення та цінностей для задоволення складних потреб.

## Майбутнє робочих місць та навички
Всесвітній економічний форум публікує результати своїх досліджень про нові робочі місця, які вимагають нових навичок. Попит на деякі з них швидко зростає. Прогнозується, що протягом наступних п'яти років важливість технологічних навичок зростатиме швидше, ніж будь-яких інших. Штучний інтелект і великі дані очолюють список — за ними йдуть мережі, кібербезпека та технологічна грамотність.

## Майбутній прогноз на навички 21 століття до 2030 року
Технологічні зміни, геоекономічна фрагментація, економічна невизначеність, демографічні зрушення та «зелений» перехід - кожен окремо та в поєднанні - є одними з основних чинників, які, як очікується, формуватимуть і трансформуватимуть світовий ринок праці до 2030 року. Звіт «Майбутнє робочих місць 2025» об'єднує погляди понад 1000 провідних світових роботодавців, які представляють понад 14 мільйонів працівників у 22 галузевих кластерах і 55 країнах світу, на те, як ці макротенденції впливають на робочі місця та навички, а також на стратегії трансформації робочої сили, які роботодавці планують впроваджувати у відповідь на них у період з 2025 по 2030 рік.

### Очікуються ключові зміни до 2030 року на ринку праці (за даними звітуFuture jobs 2025).
Очікується, що розширення цифрового доступу стане найбільш трансформаційною тенденцією - як серед тенденцій, пов'язаних з технологіями, так і в цілому - 60% роботодавців очікують, що вона трансформує їхній бізнес до 2030 року. Розвиток технологій, зокрема, штучного інтелекту та обробки інформації (86%), робототехніки та автоматизації (58%), а також генерації, зберігання та розподілу енергії (41%), також очікується як трансформаційний тренд. Очікується, що ці тенденції матимуть різноспрямований вплив на робочі місця, зумовлюючи як найбільш швидкозростаючі, так і найбільш швидко занепадаючі професії, а також стимулюючи попит на навички, пов'язані з технологіями, включаючи ШІ та великі дані, мережі та кібербезпеку і технологічну грамотність, які, як очікується, увійдуть до трійки найбільш швидкозростаючих навичок. Зростання вартості життя посідає друге місце серед найбільш трансформаційних тенденцій в цілому - і перше місце серед тенденцій, пов'язаних з економічними умовами - половина роботодавців очікують, що воно трансформує їхній бізнес до 2030 року, незважаючи на очікуване зниження глобальної інфляції. Загальне економічне уповільнення, хоч і меншою мірою, також залишається головним фактором, який, як очікується, трансформує 42% бізнесу. Прогнозується, що інфляція матиме неоднозначний вплив на чисте створення робочих місць до 2030 року, тоді як уповільнення зростання призведе до скорочення 1,6 мільйона робочих місць у всьому світі. Очікується, що ці два фактори впливу на створення робочих місць збільшать попит на креативне мислення та навички стійкості, гнучкості та спритності.
Пом'якшення наслідків зміни клімату є третьою найбільш трансформаційною тенденцією в цілому - і головною тенденцією, пов'язаною з «зеленим» переходом, - тоді як адаптація до зміни клімату посідає шосте місце: 47% і 41% роботодавців, відповідно, очікують, що ці тенденції трансформують їхній бізнес протягом наступних п'яти років. Це стимулює попит на такі професії, як інженери з відновлюваної енергетики, інженери-екологи та спеціалісти з електричних та автономних транспортних засобів, які входять до 15 найбільш швидкозростаючих професій. Очікується, що кліматичні тенденції також сприятимуть підвищенню уваги до екологічного менеджменту, який вперше увійшов до списку 10 найбільш швидкозростаючих навичок, складеного у звіті «Майбутнє робочих місць».
Дві демографічні тенденції все більше трансформують світову економіку та ринки праці: старіння та скорочення населення працездатного віку, переважно в країнах з високим рівнем доходу, та збільшення кількості населення працездатного віку, переважно в країнах з низьким рівнем доходу. Ці тенденції зумовлюють зростання попиту на навички управління талантами, викладання та наставництва, а також мотивації та самосвідомості. Старіння населення зумовлює зростання попиту на професії у сфері охорони здоров'я, наприклад, медсестер, а збільшення кількості населення працездатного віку сприяє зростанню попиту на професії, пов'язані з освітою, наприклад, викладачів вищих навчальних закладів.
Очікується, що геоекономічна фрагментація та геополітична напруженість зумовлять трансформацію бізнес-моделей третини (34%) опитаних організацій протягом наступних п'яти років. Понад п'ята частина (23%) світових роботодавців вважають посилення обмежень на торгівлю та інвестиції, а також субсидії та промислову політику (21%) факторами, що впливають на їхню діяльність. Майже всі економіки, для яких респонденти очікують, що ці тенденції будуть найбільш трансформаційними, мають значні обсяги торгівлі зі Сполученими Штатами та/або Китаєм. Роботодавці, які очікують, що геоекономічні тенденції трансформують їхній бізнес, також більш схильні до офшоризації - і ще більш схильні до ре-шорінгу - операцій. Ці тенденції стимулюють попит на робочі місця, пов'язані з безпекою, і підвищують попит на навички мережевої та кібербезпеки. Вони також збільшують попит на інші навички, орієнтовані на людину, такі як стійкість, гнучкість і спритність, а також лідерство і соціальний вплив.
Екстраполюючи прогнози, якими поділилися респонденти опитування «Майбутнє робочих місць», на поточні тенденції у період з 2025 по 2030 рік, створення та ліквідація робочих місць внаслідок структурної трансформації ринку праці становитиме 22% від сьогоднішньої загальної кількості робочих місць. Очікується, що це потягне за собою створення нових робочих місць, еквівалентних 14% від сьогоднішньої загальної зайнятості, що становить 170 млн робочих місць.
Прогнозується, що найбільше зростання в абсолютному вираженні спостерігатиметься у первинних професіях, до яких належать працівники сільського господарства, водії доставки, будівельники, продавці та працівники харчової промисловості. Очікується, що протягом наступних п'яти років значно зросте кількість робочих місць у сфері догляду за хворими, таких як медсестри, фахівці з соціальної роботи та консультування, а також помічники з особистої гігієни, поряд з освітніми професіями, такими як викладачі вищих і середніх навчальних закладів.
Найшвидше у відсотковому відношенні зростають вакансії, пов'язані з технологіями, зокрема фахівці з великих даних, фінтех-інженери, спеціалісти зі штучного інтелекту та машинного навчання, а також розробники програмного забезпечення та додатків. Ролі, пов'язані з «зеленим» та енергетичним переходом, включаючи спеціалістів з автономних та електричних транспортних засобів, інженерів-екологів та інженерів з відновлюваної енергетики, також входять до топ найбільш швидкозростаючих ролей.
Очікується, що найбільше скорочення в абсолютних цифрах спостерігатиметься серед канцелярських і секретарських працівників, включаючи касирів і квиткових касирів, а також адміністративних асистентів і виконавчих секретарів. Аналогічно, бізнес очікує, що найшвидше скорочуватимуться такі посади, як працівники поштових служб, банківські касири та працівники, що займаються введенням даних.Аналітичне мислення залишається найбільш затребуваною ключовою навичкою серед роботодавців: сім з 10 компаній вважають її необхідною у 2025 році. Далі йдуть стійкість, гнучкість і спритність, а також лідерство та соціальний вплив.
Штучний інтелект і великі дані очолюють список найбільш швидкозростаючих навичок, за ними йдуть мережі та кібербезпека, а також технологічна грамотність. Очікується, що в період 2025-2030 років, окрім цих технологічних навичок, зростатиме значення креативного мислення, стійкості, гнучкості та спритності, а також допитливості та навчання впродовж усього життя. І навпаки, спритність рук, витривалість і точність виділяються помітним чистим зниженням попиту на навички: 24% респондентів прогнозують зниження їхньої важливості.
За прогнозами, до 2030 року кількість робочих місць у світі зросте, але існуючі та нові відмінності у навичках між зростаючими та занепадаючими ролями можуть поглибити існуючі розриви у навичках. Очікується, що найбільш важливими навичками, які відрізняють зростаючі робочі місця від тих, що скорочуються, будуть стійкість, гнучкість і спритність; управління ресурсами та операціями; контроль якості; програмування і технологічна грамотність.Респонденти опитування «Майбутнє робочих місць» категорично вважають прогалини у навичках найбільшою перешкодою для трансформації бізнесу: 63% роботодавців визначили їх як основну перешкоду у період 2025-2030 років. Відповідно, 85% опитаних роботодавців планують приділяти першочергову увагу підвищенню кваліфікації своєї робочої сили, при цьому 70% роботодавців планують наймати працівників з новими навичками, 40% планують скорочувати персонал, оскільки їхні навички стають менш затребуваними, а 50% планують переводити працівників з посад, що зменшуються, на посади, що зростають.
Очікується, що підтримка здоров'я та благополуччя працівників буде основним напрямком залучення талантів: 64% опитаних роботодавців визначили її як ключову стратегію для збільшення кількості талановитих працівників. Ефективні ініціативи з перекваліфікації та підвищення кваліфікації, а також покращення умов для розвитку та просування талантів також розглядаються як такі, що мають високий потенціал для залучення талантів. Фінансування та забезпечення перекваліфікації та підвищення кваліфікації вважаються двома найбільш бажаними заходами державної політики, спрямованими на підвищення доступності талановитих кадрів.Опитування «Майбутнє робочих місць» також показало, що прийняття ініціатив щодо різноманітності, рівності та інклюзивності продовжує зростати. Потенціал для розширення доступності талантів шляхом залучення різноманітних кадрових резервів підкреслюють вчетверо більше роботодавців (47%), ніж два роки тому (10%). Ініціативи щодо різноманітності, рівності та інклюзивності стали більш поширеними: 83% роботодавців повідомили про наявність таких ініціатив порівняно з 67% у 2023 році. Такі ініціативи особливо популярні серед компаній зі штаб-квартирами в Північній Америці (96%), а також серед роботодавців, які мають понад 50 000 працівників (95%).
До 2030 року трохи більше половини роботодавців (52%) планують виділяти більшу частку своїх доходів на оплату праці, і лише 7% очікують, що ця частка зменшиться. Стратегії оплати праці визначаються насамперед цілями приведення заробітної плати у відповідність до продуктивності та якості роботи працівників, а також конкуренцією за утримання талантів і навичок. Нарешті, половина роботодавців планує переорієнтувати свій бізнес у відповідь на розвиток штучного інтелекту, дві третини планують наймати талановитих працівників зі специфічними навичками роботи зі штучним інтелектом, тоді як 40% очікують скорочення штату там, де ШІ може автоматизувати завдання.

### Затребувані навички (ЗвітFuture jobs 2025)
Звіту Future jobs 2025...подальше розуміння ключових пріоритетних сфер розвитку персоналу для організацій для організацій, порівнюючи основні та нові навички до 2030 року та нових навичок до 2030 року на основі їхньої відносної важливості сьогодні та їхньої майбутньої еволюції. У верхньому правому квадранті виділені навички, які вже є ключовими для організацій вже сьогодні і, як очікується, продовжатьстрімко зростатимуть. Це такі навички, як штучний інтелект та великі дані; аналітичне мислення; творче мислення; стійкість, гнучкість і спритність, а також технологічна грамотність не тільки вважаються критично важливими зараз, але й також прогнозується, що вони стануть ще більш важливими.
Крім того, лідерство та соціальний вплив, допитливість і навчання впродовж життя, системне мислення, системне мислення, управління талантами, мотивація і самосвідомість зміцнюють свою важливість, підкреслюючи постійну актуальність навичок, орієнтованих на людину на тлі швидкого технологічного прогресу, кібербезпека, управління навколишнім середовищем. Ці нові навички представляють сфери, в яких компаніям, можливо, доведеться бізнесу необхідно передбачити зростаючий попит і розвивати спроможності до того, як вони стануть критично важливими.

## Список використаних джерел
1. ↑  Irenka Suto, Helen Eccles. The Cambridge approach to 21st Century skills: definitions, development and dilemmas for assessment (PDF).
2. ↑   (PDF) https://www.globalpartnership.org/node/document/download?file=document/file/2020-01-GPE-21-century-skills-report.pdf. {{cite web}}: Пропущений або порожній |title= (довідка)
3. ↑   https://www.edglossary.org/21st-century-skills/. {{cite web}}: Пропущений або порожній |title= (довідка)
4. ↑   https://www.tesda.gov.ph/Glossary. {{cite web}}: Пропущений або порожній |title= (довідка)
5. ↑  A Comprehensive Guide to 21st Century Skills. www.panoramaed.com (англ.). Процитовано 17 січня 2025.
6. ↑  ManpowerGroup | Talent Shortage. www.manpowergroup.com. Процитовано 17 січня 2025.
7. ↑   https://www.oecd.org/site/piaac/surveyofadultskills.htm. {{cite web}}: Пропущений або порожній |title= (довідка)
8. ↑  SKILLS FOR 2030 (PDF). OECD. Процитовано 11 липня 2025.
9. ↑  Future of Jobs Report 2025: The jobs of the future – and the skills you need to get them. World Economic Forum. Процитовано 13 липня 2025.
10. ↑   https://www.weforum.org/publications/the-future-of-jobs-report-2025/digest/. {{cite web}}: Пропущений або порожній |title= (довідка)
11. ↑  The Future of Jobs Report 2025. World Economic Forum. Процитовано 11 липня 2025.